# Філіпсонов Руслан Володимирович
Русла́н Володи́мирович Філіпсонов — старший лейтенант Збройних сил України.

## Життєпис
Виріс у селі Жовтанцях Кам'янка-Бузького району. Випускник факультету прикладної математики і фундаментальних наук Львівської політехніки.
У часі війни — у складі 24-ї бригади. 28 серпня 2014-го зазнав важких поранень у боях під Луганськом — терористичні сили під Георгіївкою намагалися прорватися танками, потрапив під обстріл з «Градів», рятуючи побратимів — відтягував поранених. Зазнав важких поранень ніг, рук, черевної порожнини, врятувавши шістьох вояків. Оперований в райлікарні на Луганщині, Харкові, Київському військовому шпиталі, у Австрії. За Русланом доглядають мама Катерина, сестра, дівчина Вікторія.
Після активної реабілітації став на ноги, перенісши понад 50 операцій. Станом на травень 2016 року Руслану в Австрії мали зробити 55-ту операцію.
З літа 2016-го — викладач Академії Сагайдачного, інженерна служба ракетно-артилерійського озброєння.

## Нагороди
За особисту мужність і героїзм, виявлені у захисті державного суверенітету та територіальної цілісності України, вірність військовій присязі під час російсько-української війни
- нагороджений орденом Богдана Хмельницького III ступеня (25.3.2015).